# Algimia de Alfara
Algimia de Alfara è un comune spagnolo di 1 047 abitanti situato nella comunità autonoma Valenciana.